# 淡新檔案
淡新檔案原名《台灣文書》，為台灣清治時期的北台灣縣級行政檔案。「淡」為淡水廳、「新」為新竹縣，即今北臺灣多數地區。

## 歷史沿革
淡新檔案為清朝台灣淡水廳、新竹縣與台北府城三行政單位的行政與司法檔案。所涵蓋的年代起自乾隆54年（1789年），下至光绪21年（1895年）割臺為止。期間內清政府曾數次行政區域調整，淡水廳統轄苗栗以北的北臺灣，1875年之後，清朝廢淡水廳後，再由新竹縣與台北府統轄北台灣。而淡新檔案則是這期間的清朝縣級行政紀錄文獻。彙整後，淡新檔案涵蓋了該時段台灣大甲溪以北的地方政府行政及司法檔案。
1895年，臺灣邁入日治時期，該文獻檔案由新竹縣移交新竹地方法院，爾後由台灣總督府覆審法院（即高等法院）接收，臺北帝國大學成立後，昭和2年（1937年）總督府將其檔案交予該校文政學部，以作為學術研究之用。1945年，台灣進入中華民國時期，該檔案轉交至台大法學院，自1947年至1953年由該學院法律系戴炎輝教授命名及主持該文獻整理工作。1985年再移交臺大圖書館館特藏組珍藏，而戴炎輝當年進行檔案分類研究之影本，則於2005年由家屬捐給中央研究院歷史語言研究所，今藏於該所法制史研究室。
戴炎輝除了將檔案命名為淡新檔案外，也將該之文件分為行政、民事與刑事三門；每門項下再分類、款、案等。淡新檔案共計財政、撫墾、田房、錢債、財產侵奪、人身自由、風化等類的1,163案（實際清點1143案），檔案包含了文書、圖冊共19,281件。其中行政門有 574 條，司法審判的民事門有 224 案，刑事門有365案。

## 參閱
- 戴炎輝

## 外部連結
- 國立臺灣大學圖書館《深化臺灣核心文獻典藏數位化計畫-淡新檔案》 （页面存档备份，存于）
- 國立臺灣大學圖書館淡新檔案簡介
- 《淡新檔案》複本館藏閱覽方式公布 （页面存档备份，存于）